# Thomas Stieger
Thomas Stieger (* 1986 in Breisach am Rhein) ist ein deutscher Jazz- und Fusionmusiker (E-Bass, Kontrabass, Komposition).

## Wirken
Stieger, der in seiner Geburtsstadt aufwuchs, zog mit 20 Jahren nach Berlin, wo er am Jazz-Institut Berlin bei Greg Cohen studierte und außerdem von Kurt Rosenwinkel, John Hollenbeck und David Friedman betreut wurde; 2011 schloss er sein Studium ab.
Seitdem ist er von Berlin aus hauptsächlich als Bassist tätig. Er leitet sein eigenes Trio und legte 2013 mit The K Square das Album Blue Desert bei Traumton Records vor. Er war Mitglied der Bands von Sarah Connor und Ron Spielman, mit denen er diverse Alben einspielte. Er tourte mit Torsten Goods und China Moses und gehört aktuell zum Trio von Wolfgang Haffner, das im Sommer 2020 auch mit der hr-Bigband spielte. Als Sessionmusiker trat er mit Künstlern wie Jimmy Somerville, Gregory Porter, Narada Michael Walden, Cory Wong, Klaus Doldinger, Chris Barber, Nils Landgren, Gregor Meyle, Nils Wülker, Holly Schlott, Olivia Trummer, Ali N. Askin und Alma Naidu auf. Weiterhin arbeitete er mit Frank Wildhorn, James Bay, Alice Merton, Sido, Chapeau Claque, Cosmo Klein, Alexander Shelley, Aly Keïta oder Jocelyn B. Smith. Mit dem Quartett Marriage Material, das er mit Vibraphonist Raphael Meinhart, Gitarrist Arto Mäkelä und Schlagzeuger Felix Lehrmann bildete, versuchte er sich in „cinematografischem Jazz“ (gleichnamiges Album 2021).

## Webpräsenz
- Webpräsenz
- Thomas Stieger bei Discogs